# Gun Fight
Gun Fight (ook wel Western Gun) is een computerspel dat werd ontwikkeld en uitgegeven door Midway Games. Het spel kwam in 1975 uit als arcadespel. Het is een shoot 'em up die met maximaal twee spelers gespeeld kan worden.

## Spel
Het spel gaat over twee Amerikaanse cowboys die een vuurgevecht uitvechten in het Wilde Westen. Elke speler speelt een cowboy aan de zijkant van het scherm. Beurtelings wordt er geschoten. Het is mogelijk zich te beschermen tegen vijandelijke schoten door te schuilen achter een cactus. Naarmate het spel vordert, komen er meer cactussen en ook koetsen voorbijgereden. Het doel is zo veel als mogelijk de tegenstander te raken. Zodra de tijd op is, heeft degene met de meeste punten gewonnen. Boven in het scherm wordt de puntentelling bijgehouden. Het perspectief van het spel wordt getoond in de derde persoon. Dit is het eerste computerspel dat gebruikmaakt van een Intel 8080-processor in plaats van de gebruikelijke Transistor-transistorlogica.

## Hardware
- Processor: Intel 8080, klokfrequentie: 2 MHz
- Resolutie: 256×224
- Kleuren: monochroom
- Geluid: 1 kanaal

## Ports
Het spel kwam later uit als port voor andere platforms, met andere namen zoals Gunfight en Gun Smoke.

## Trivia
- Het computerspel komt voor in de film Dawn of the Dead uit 1978.